# Poa holciformis
Poa holciformis är en gräsart som beskrevs av Jan Svatopluk Presl. Poa holciformis ingår i släktet gröen, och familjen gräs. Inga underarter finns listade i Catalogue of Life.